# Olympische Sommerspiele 2024/Rugby
Bei den Olympischen Spielen 2024 in Paris fanden vom 24. bis 31. Juli 2024 zwei Wettbewerbe im 7er-Rugby statt. An den Turnieren nahmen je zwölf Mannschaften (Männer bzw. Frauen) teil. Die Spiele fanden im Stade de France statt.

## Zeitplan
| Zeitplan 7er-Rugby | Zeitplan 7er-Rugby | Zeitplan 7er-Rugby | Zeitplan 7er-Rugby | Zeitplan 7er-Rugby | Zeitplan 7er-Rugby | Zeitplan 7er-Rugby | Zeitplan 7er-Rugby | Zeitplan 7er-Rugby |
| Wettbewerbe        | Juli 2024          | Juli 2024          | Juli 2024          | Juli 2024          | Juli 2024          | Juli 2024          | Juli 2024          | Juli 2024          |
| Wettbewerbe        | 24.                | 25.                | 26.                | 27.                | 28.                | 29.                | 30.                | 31.                |
| ------------------ | ------------------ | ------------------ | ------------------ | ------------------ | ------------------ | ------------------ | ------------------ | ------------------ |
| Männer             |                    |                    |                    |                    |                    |                    |                    |                    |
| Frauen             |                    |                    |                    |                    |                    |                    |                    |                    |

|  | Qualifikation |  | Medaillenentscheidung |

## Bilanz

### Medaillenspiegel
| Platz  | Land               | Gold | Silber | Bronze | Gesamt |
| ------ | ------------------ | ---- | ------ | ------ | ------ |
| 1      | Frankreich         | 1    | –      | –      | 1      |
| 1      | Neuseeland         | 1    | –      | –      | 1      |
| 3      | Fidschi            | –    | 1      | –      | 1      |
| 3      | Kanada             | –    | 1      | –      | 1      |
| 5      | Südafrika          | –    | –      | 1      | 1      |
| 5      | Vereinigte Staaten | –    | –      | 1      | 1      |
| Gesamt | Gesamt             | 2    | 2      | 2      | 6      |

### Medaillengewinner
| Disziplin | Gold | Silber | Bronze |
| --------- | --- | --- | --- |
| Männer    | FrankreichJean-Pascal Barraque Antoine Dupont Théo Forner Aaron Grandidier Jefferson-Lee Joseph Stephen Parez Varian Pasquet Rayan Rebbadj Paulin Riva Jordan Sepho Andy Timo Antoine Zeghdar  | FidschiPonipate Loganimasi Iosefo Masi Jerry Matana Sevuloni Mocenacagi Waisea Nacuqu Joji Nasova Josaia Raisuqe Kaminieli Rasaku Selestino Ravutaumada Joseva Talacolo Terio Tamani Iowane Teba Jerry Tuwai | SüdafrikaChristie Grobbelaar Ryan Oosthuizen Impi Visser Zain Davids Quewin Nortje Tiaan Pretorius Shaun Williams Selvyn Davids Tristan Leyds Rosko Specman Siviwe Soyizwapi Shilton van Wyk Kat Letebele Ronald Brown |
| Frauen    | NeuseelandMichaela Blyde Jazmin Felix-Hotham Theresa Fitzpatrick Sarah Hirini Tyla King Jorja Miller Manaia Nuku Mahina Paul Risi Pouri-Lane Alena Saili Stacey Waaka Portia Woodman-Wickliffe | KanadaOlivia Apps Fancy Bermudez Alysha Corrigan Caroline Crossley Chloe Daniels Asia Hogan-Rochester Piper Logan Carissa Norsten Krissy Scurfield Florence Symonds Keyara Wardley Charity Williams          | Vereinigte StaatenKayla Canett Lauren Doyle Alev Kelter Kristi Kirshe Sarah Levy Ilona Maher Alena Olsen Ariana Ramsey Stephanie Rovetti Spiff Sedrick Sammy Sullivan Naya Tapper                                      |

## Qualifikation
Als Gastgeber stand Frankreich in beiden Turnieren jeweils ein Quotenplatz zu. Weitere Plätze wurden bei den World Rugby Sevens Series an die vier bestplatzierten Teams vergeben. Zudem wurde in sechs Kontinentalwettbewerben jeweils ein Platz ausgefochten, ein zwölfter Quotenplatz wurde in einer internationalen Entscheidung ermittelt.
Folgende Nationen konnten sich qualifizieren:
| Nation             | Männer | Frauen | Quotenplätze |
| ------------------ | ------ | ------ | ------------ |
| Argentinien        | X      |        | 1            |
| Australien         | X      | X      | 2            |
| Brasilien          |        | X      | 1            |
| China              |        | X      | 1            |
| Fidschi            | X      | X      | 2            |
| Frankreich         | X      | X      | 2            |
| Großbritannien     |        | X      | 1            |
| Irland             | X      | X      | 2            |
| Japan              | X      | X      | 2            |
| Kanada             |        | X      | 1            |
| Kenia              | X      |        | 1            |
| Neuseeland         | X      | X      | 2            |
| Samoa              | X      |        | 1            |
| Südafrika          | X      | X      | 2            |
| Uruguay            | X      |        | 1            |
| Vereinigte Staaten | X      | X      | 2            |
| Gesamt: 16 NOKs    | 12     | 12     | 24           |

## Männerturnier
Für das olympische Rugbyturnier der Männer waren 12 Mannschaften startberechtigt. Das Turnier wurde vom 24. bis 27. Juli 2024 im Stade de France ausgetragen.

## Frauenturnier
Für das olympische Rugbyturnier der Frauen waren 12 Mannschaften startberechtigt. Das Turnier wurde vom 28. bis 30. Juli 2024 im Stade de France ausgetragen.